# Battaglia di Boviano
La battaglia di Boviano fu combattuta nel 305 a.C. tra l'esercito della Repubblica romana e quello dei Sanniti; questa vittoria dei Romani segnò la fine della seconda guerra sannitica.
Le informazioni sulla battaglia sono scarne e confuse; le fonti principali sono Tito Livio e Diodoro Siculo.

## Svolgimento
Secondo Livio gli eserciti dei consoli Tiberio Minucio Augurino e Lucio Postumio Megello marciarono divisi per poi convergere sull'importante roccaforte sannita di Bovianum. L'esercito sannita era guidato dal meddix (comandante in capo) Stazio Gellio.
I Sanniti vennero sconfitti e Gellio fu fatto prigioniero; Minucio Augurino, morto per le ferite riportate in battaglia, venne sostituito da Marco Fulvio Curvo Petino.
Dopo la vittoria, i Romani ripresero Sora e conquistarono Arpinum e Cesennia. L'anno successivo, il 304 a.C., i Sanniti furono costretti a firmare la pace con i Romani.